# Wereldbeker baanwielrennen
De wereldbeker baanwielrennen (officiële naam: UCI Track Cycling World Cup, voorheen UCI Track Cycling World Cup Classics) was een jaarlijkse serie internationale wedstrijden in de diverse disciplines van het baanwielrennen. De wedstrijden werden georganiseerd door de UCI en stond open voor landenteams en officieel geregistreerde commerciële ploegen. Vanaf het seizoen 2020/21 werd de serie vervangen door de Nations Cup.
De eerste editie werd gehouden in 1993 en bestond uit twee wedstrijden, sindsdien bestaat de wereldbeker elkaar jaar uit drie tot zes wedstrijden. Van 1993 tot en met 2004 werd de serie gehouden in de zomer van het noordelijk halfrond, maar met ingang van het seizoen 2004/05 wordt juist de winter van het noordelijk halfrond aangehouden (meestal van oktober tot en met februari). Aan het einde van de serie is er op elke discipline een winnaar, ook is er een landenklassement met een winnend land.

## Edities
| Editie  | Locaties | Even. | Aantal disciplines | Aantal disciplines | Landenklassement    |
| Editie  | Locaties | Even. | Mannen             | Vrouwen            | Landenklassement    |
| ------- | -------- | ----- | ------------------ | ------------------ | ------------------- |
| 2019/20 | 6        | 83    | 9                  | 8                  | Polen               |
| 2018/19 | 6        | 84    | 9                  | 9                  | Australië           |
| 2017/18 | 5        | 76    | 10                 | 10                 | Duitsland           |
| 2016/17 | 4        | 58    | 9                  | 9                  | Frankrijk           |
| 2015/16 | 3        | 41    | 9                  | 7                  | Verenigd Koninkrijk |
| 2014/15 | 3        | 34    | 7                  | 7                  | Duitsland           |
| 2013/14 | 3        | 48    | 10                 | 9                  | Verenigd Koninkrijk |
| 2012/13 | 3        | 39    | 10                 | 9                  | Duitsland           |
| 2011/12 | 4        | 58    | 10                 | 9                  | Duitsland           |
| 2010/11 | 4        | 49    | 10                 | 9                  | Frankrijk           |
| 2009/10 | 4        | 68    | 9                  | 8                  | Duitsland           |
| 2008/09 | 5        | 85    | 9                  | 8                  | Duitsland           |
| 2007/08 | 4        | 68    | 9                  | 8                  | Nederland           |
| 2006/07 | 4        | 64    | 9                  | 7                  | Nederland           |
| 2005/06 | 4        | 60    | 9                  | 6                  | Nederland           |
| 2004/05 | 4        | 60    | 9                  | 6                  | Nederland           |
| 2004    | 4        | 64    | 9                  | 7                  | Duitsland           |
| 2003    | 4        | 64    | 9                  | 7                  | Duitsland           |
| 2002    | 5        | 75    | 9                  | 6                  | Verenigde Staten    |
| 2001    | 5        | 60    | 8                  | 4                  | Duitsland           |
| 2000    | 5        | 60    | 8                  | 4                  | Frankrijk           |
| 1999    | 5        | 60    | 8                  | 4                  | Frankrijk           |
| 1998    | 4        | 48    | 8                  | 4                  | Duitsland           |
| 1997    | 6        | 72    | 8                  | 4                  | Frankrijk           |
| 1996    | 5        | 72    | 8                  | 4                  | Frankrijk           |
| 1995    | 6        | 72    | 8                  | 4                  | Frankrijk           |
| 1994    | 4        | 52    | 8                  | 5                  | Duitsland           |
| 1993    | 2        | 39    | 8                  | 5                  | Frankrijk           |

## Landenklassement
| Aantal | Land                |
| ------ | ------------------- |
| 11     | Duitsland           |
| 8      | Frankrijk           |
| 4      | Nederland           |
| 2      | Verenigd Koninkrijk |
| 1      | Polen               |
| 1      | Verenigde Staten    |
| 1      | Australië           |

## Organiserende landen
| Aantal | Land                                                                                |
| ------ | ----------------------------------------------------------------------------------- |
| 16     | Verenigd Koninkrijk                                                                 |
| 15     | Colombia                                                                            |
| 11     | Australië                                                                           |
| 9      | Mexico                                                                              |
| 8      | Verenigde Staten                                                                    |
| 7      | Rusland                                                                             |
| 6      | Italië                                                                              |
| 5      | China                                                                               |
| 4      | Duitsland                                                                           |
| 3      | Hongkong, Denemarken, Canada, Griekenland                                           |
| 2      | Frankrijk, Nieuw-Zeeland, Polen, Maleisië                                           |
| 1      | Cuba, Ecuador, Nederland, Kazachstan Wit-Rusland, Chili, Zuid-Afrika, Spanje, Japan |